# Juventus TV
Juventus TV conocido como JTV (AFI: ˈdʒeɪːˈtiːˈviː) – acrónimo de Juventus Television (AFI: juˈvɛntus ˈtɛlɪvɪʒ(ə)n) es un servicio de streaming de pago propiedad del club de fútbol italiano Juventus de Turín.
Hasta el 1 de julio de 2018 fue un canal de televisión de pago en la plataforma satelital de Sky Italia.
Fue, en orden cronológico, el cuarto canal temático italiano enteramente dedicado a un equipo de fútbol, después de Milan TV, Inter TV y Roma TV.

## Historia

### 2006: los orígenes
Juventus Channel fue fundado el 1 de noviembre de 2006, coincidiendo con el centésimo noveno aniversario de la fundación institucional de la sociedad turinesa, con el número 231 de la plataforma televisiva de pago de Sky Italia: para ver el canal, de hecho, era necesario pagar una cantidad adicional sobre el precio de la suscripción a la televisión de pago.
El canal fue un proyecto multimedia en colaboración con Rai Com: en ese mismo año el equipo compró a la RAI el archivo audiovisual de los partidos disputados desde 1954.
La programación del canal incluía, durante la semana, la emisión diaria de imágenes del primer equipo, entrevistas a los futbolistas, así como las conferencias de prensa antes de los partidos; a ello se añadían, los fines de semana, las habituales conexiones del pre y post partido. Se dedicaron varios programas a la retransmición de partidos pasados y otras retrospectivas históricas, así como programas dedicados a la afición y al sector juvenil del club. También hubo programas con un aspecto más técnico, que analizaban y exploraban cuestiones puramente tácticas, junto con otros programas vinculados a la cultura, siempre con la Juventus en el centro de los acontecimientos.
En su primer año de actividad, el canal llegó a tener 40 000 suscriptores.

### 2013-2018: El restyling en Juventus TV y el cierre en Sky
El 12 de julio de 2013, en el marco de una importante renovación de la programación, el canal cambió su nombre por el de Juventus TV, pasando a estar bajo la dirección de la agencia de noticias LaPresse. Entre las nuevas caras del canal destacaban Cristina Chiabotto y Laura Barriales; la narración de los partidos estuvo a cargo de Enrico Zambruno; por último estaba Antonio Romano como presentador, mientras que los periodistas Paolo Rossi y Enrico Vincenti como columnistas.  
La renovada programación del canal ofrecía entrevistas exclusivas a futbolistas y entrenadores de la Juventus, la retransmición de partidos históricos y los juegos disputados por el primer equipo del club, principalmente en la Serie A, la Copa Italia y las competiciones UEFA de clubes. Además, con enlaces en directo desde el estadio antes y después de los partidos, todas las sesiones de entrenamiento realizadas en el Juventus Training Center de Vinovo, las conferencias de prensa completas, los campeonatos disputados por los equipos que componen el sector juvenil del club y varios programas de estudio relacionados con la sociedad bianconera.
Desde el 1 de agosto de 2015, el canal se encontraba disponible en los paquetes Sky Sport y/o Sky Calcio, por lo que ya no era necesario pagar un extra en el costo de la suscripción para acceder a su programación; en la misma fecha, se trasladó al número 212 de Sky. El 3 de agosto de 2015 Juventus TV comenzó a emitir en alta definición, mientras que su definición estándar cesó sus emisiones definitivamente.
El 1 de julio de 2016, la dirección del canal volvió a la Juventus, que eligió a Claudio Zuliani como director de la cadena. Junto con Zambruno, también desempeñó el papel de comentarista. Entre los rostros permanentes del canal se encontraban los periodistas Romano, Rossi y Vincenti, así como la presentadora Monica Somma y el exjugador bianconero Moreno Torricelli.
El 1 de julio de 2018, tras una decisión del club, Juventus TV finalizó sus emisiones como canal lineal en Sky, centrándose exclusivamente en la web y las redes sociales.

### 2018: el relanzamiento como plataforma de streaming
El 11 de agosto de 2018, Juventus TV se convirtió en una plataforma de streaming con contenidos en directo y a la carta.
Juventus TV también está disponible en Prime Video desde el 4 de noviembre de 2020, en Infinity+ desde el 6 de julio de 2021 y en DAZN desde el 10 de noviembre de 2021.